# Arquivo Histórico de Porto Alegre Moysés Vellinho
Arquivo Histórico de Porto Alegre Moysés Vellinho é um arquivo público localizado na cidade de Porto Alegre, capital do estado do Rio Grande do Sul. É a instituição onde está armazenado o patrimônio documental da cidade, à disposição do público. Foi criado oficialmente em 1988, e é vinculado a Secretaria Municipal de Cultura.
Recebeu o nome atual em 1989, por indicação da Câmara Municipal, em homenagem ao escritor e historiador gaúcho Moysés Vellinho. 

## Histórico
O conjunto de casas que formam o Arquivo Histórico são duas construções residenciais do final do século XIX, sedes de uma antiga chácara, no eixo a partir do qual se formou o bairro Partenon e Santo Antônio. A partir de 1929 tornaram-se prédios escolares e instalaram-se ali instituições de ensino, entre elas a Escola Apelles Porto Alegre. Em 1994, a primeira fase das obras de restauração e reciclagem foi concluída, com a entrega de uma das casas, destinada especialmente a abrigar o acervo do arquivo histórico. A construção de um anexo para abrigar documentos foi finalizada em 1999 e, em 2002, foi concluída a restauração da segunda casa, transformada em centro cultural, com sala de exposições e auditório que podem ser utilizados pela comunidade.

## Acervo
O acervo do Arquivo Histórico abrange história, geografia, arquitetura e legislação. Possui documentos datados de 1764, que registram a formação da cidade, jornais e revistas que relatam seu cotidiano, além de relatórios, projetos, mapas, plantas e correspondências que mostram a política das administrações municipais.
Também realiza projetos de educação patrimonial, ensinando às crianças e jovens a importância da conservação de documentos.
Os principais periódicos no acervo são:
Revistas
- Revista do Globo (1929 -1967)
- Rio Grande do Sul Em Revista (1928 - 1932)
- Vida Policial (1938 - 1945)
- Revista Província (1962 -1969)
- Revista do IHGRS (1921 - 2001)

Jornais
- Americano (1842 – 1843)
- Coojornal (1977 – 1982)
- Correio do Povo (1925 – )
- Diário de Notícias (1930 – 1936)
- Diário do Sul (1986 – 1988)
- Diário Oficial de Porto Alegre (1979 – 2004)
- Estado do Rio Grande do Sul (1930 – 1932)
- Estrela do Sul (1843)
- A Federação (1892 – 1937)
- Gazeta do Comércio (1902 – 1903)
- A Gazetinha (1891 – 1898)
- O Independente (1900 – 1919)
- Jornal da Manhã (1930 – 1937)
- Jornal do Commércio (1867 – 1868)
- Jornal do Estado (1937 – 1939)
- O Povo (1839 – 1840)
- O Povo Piratini (1838 – 1839)
- O Mensageiro (1835 – 1836)
- O Rio Grande (1979)
- A Voz do Escravo (1881)